# Corryong Airport
Corryong Airport är en flygplats i Australien. Den ligger i kommunen Towong och delstaten Victoria, omkring 320 kilometer nordost om delstatshuvudstaden Melbourne.
Trakten runt Corryong Airport är nära nog obefolkad, med mindre än två invånare per kvadratkilometer.. Närmaste större samhälle är Corryong, nära Corryong Airport.
Trakten runt Corryong Airport består till största delen av jordbruksmark. Genomsnittlig årsnederbörd är 1 355 millimeter. Den regnigaste månaden är mars, med i genomsnitt 159 mm nederbörd, och den torraste är januari, med 60 mm nederbörd.